# Johann Hartmut von Langeln
Johann Hartmut von Langeln (* 19. August 1607 in Wiesbaden; † 21. Januar 1671 ebenda) war ein deutscher Hofrat und Gesandter zu den Verhandlungen, die 1648 zum Westfälischen Frieden führten.

## Leben
Johann Hartmut von Langeln wurde als Sohn des Georg Heinrich von Langeln und dessen Ehefrau Apollonia von der Lippe genannt Hoen geboren.
Die Grafen Johann von Idstein und Ernst Casimir von Weilburg, die Gebrüder waren, wählten ihn und Adan Schrage zu ihren Gesandten zu den Verhandlungen in Osnabrück, die 1648 zum Westfälischen Frieden führten.
Am 26. August 1649 wurde auf Anordnung des Landesherrn unter der Führung Langelns eine Landesinspektion durchgeführt.
Er war Nassau-Idsteiner Rat, Oberamtmann und Hofmeister.
In den Jahren 1668, 1669 und 1676 war er als Gesandter Nassau-Idsteins mit verschiedenen diplomatischen Missionen betraut. 1672 und 1673 vertrat er Nassau-Ottweiler in Mainz und kam 1672 als Gesandter Nassau-Saarbrückens in das Kurfürstentum Brandenburg.